# Tsuyoshi Otsuki
Tsuyoshi Otsuki (født 1. december 1972) er en tidligere japansk fodboldspiller og træner.
Han har spillet for flere forskellige klubber i sin karriere, herunder Sony Sendai FC.
Han har tidligere trænet Urawa Reds.